# Polígono convexo

Exemplo de um polígono convexo: um pentágono regular

Um polígono convexo é um polígono simples (sem interseções consigo mesmo) onde nenhum segmento de reta conectando dois pontos de seu perímetro passa por fora do polígono. Equivalentemente, é um polígono simples cujo interior é um conjunto convexo. Em um polígono convexo, todos os ângulos internos são menores ou iguais a 180 graus, enquanto que em um polígono estritamente convexo todos os ângulos interiores são estritamente menores do que 180 graus.

## Propriedades
As seguintes propriedades de um polígono simples são todas equivalentes a convexidade:
- Cada ângulo interno é igual ou inferior a 180 graus.
- Cada ponto em cada segmento de reta entre dois pontos dentro ou no perímetro do polígono permanece dentro ou no perímetro.
- O polígono é inteiramente contido em um semiplano definido por cada uma das suas arestas.
- Para cada aresta, pontos interiores são todos do mesmo lado da linha que a contém.
- O ângulo em cada vértice contém todos os outros vértices em suas arestas e interior.
- O polígono é uma envoltória convexa de suas arestas.

Outras propriedades de polígonos convexos incluem:
- A interseção de dois polígonos convexos é um polígono convexo.
- Um polígono convexo pode ser triangulado em tempo linear em um leque de triângulos, que consiste na adição de diagonais desde um vértice até cada um dos outros vértices.
- Teorema de Helly: para cada conjunto de pelo menos três polígonos convexos, se a interseção de cada grupo de três não for vazia, então todo o conjunto tem uma interseção não vazia.
- Teorema de Krein–Millman: um polígono convexo é a envoltória convexa de seus vértices. Assim, é totalmente definido pelo conjunto de seus vértices, e só são necessários os cantos do polígono para recuperar toda a forma de polígono.
- Teorema da separação do hiperplano: quaisquer dois polígonos convexos sem pontos em comum têm uma reta separadora. Se os polígonos são fechadas e pelo menos um deles é compacto, então existem até mesmo duas retas paralelas separadoras (com um espaço entre elas).
- Propriedade do triângulo inscrito: de todos os triângulos contidos em um polígono convexo, existe um triângulo, com uma área máxima cujos vértices coincidem com vértices do polígono.[2]
- Inscrevendo em um triângulo: todo polígono convexo com área A pode ser inscrito em um triângulo de área, no máximo, igual a 2A. Igualdade é mantida (exclusivamente) para um paralelogramo.[3]
- Retângulos inscritos/inscrevendo retângulos: para cada corpo convexo C em um plano, podemos inscrever um retângulo r em C tal que uma cópia homotética R de r é circunscrita sobre C e a proporção homotética positiva é de, no máximo, 2 e {\displaystyle 0.5{\text{ × Area}}(R)\leq {\text{Area}}(C)\leq 2{\text{ × Area}}(r)}.[4]
- A largura média de um polígono convexo é igual ao perímetro dividido por Pi. Assim, sua largura é o diâmetro de um círculo com o mesmo perímetro do polígono.[5]
- Todo polígono inscrito em um círculo (de tal forma que todos os vértices do polígono toquem o círculo), se não houver auto-intersecção, é convexo. No entanto, nem todo polígono convexo pode ser inscrito em um círculo.

## Convexidade estrita
As seguintes propriedades de um polígono simples são todas equivalentes à convexidade estrita:
- Cada ângulo interno é estritamente menor que 180 graus.
- Cada segmento de reta entre dois pontos no interior, ou entre dois pontos no perímetro, mas não na mesma aresta, é estritamente interior ao polígono (exceto em suas extremidades, se elas estão nas arestas).
- Para cada aresta, todos os pontos interiores e pontos em outras arestas que não estão contidos nela estão no mesmo lado da reta que a aresta define.
- O ângulo em cada vértice contém todos os outros vértices em seu interior (exceto si mesmo e os dois vértices adjacentes).
- Todo triângulo não degenerado é estritamente convexo.